# Carmelo Simeone
Carmelo Simeone Luppino (Ciudadela, 22 settembre 1934 – Buenos Aires, 11 ottobre 2014) è stato un calciatore argentino, di ruolo difensore.

## Carriera

### Club
Detto il Cholo (meticcio), crebbe nel Vélez Sarsfield dove giocò 7 stagioni prima di arrivare al Boca Juniors. Qui vince tre titoli nazionali (1962, 1964 e 1965) da titolare e lottatore per tutti i 90 minuti di gioco. Finisce la carriera nel 1968 con la maglia del Belgrano.

### Nazionale
Con la Nazionale di calcio dell'Argentina vinse la Coppa America del 1959. Partecipò al Mondiale di Inghilterra 1966 senza giocare. In totale con la maglia albiceleste giocò 22 partite senza gol.

## Palmarès

### Club
- Campionato argentino: 3

Boca Juniors: 1962, 1964, 1965

### Nazionale
- Campeonato Sudamericano de Football: 1

1959